# جزیره بتونگ
جزیره بتونگ (انگلیسی: Betong Island) یک گروه از جزایر بسیار کوچک در ناحیه جنوب غربی جزیره پنانگ، ایالت پنانگ، مالزی است که دور از ساحل غربی جزیره پنانگ واقع شده است. جزیره بتونگ، شامل دو جزیره بسیار کوچک غیرمسکونی است که در مجموع دارای مساحتی برابر با ۷ جریب فرنگی (۰٫۰۲۸ کیلومتر مربع) می‌باشند.
جزیره بتونگ در حوزه انتخاباتی مجلس پی ۵۳: بالیک پولائو و کرسی ایالتی ان ۳۹ جای گرفته است. نماینده آنها، آقای ام پی یسمدی یوسف از حزب پی کی آر در مجلس، و آقای فرید سعد از حزب بی ان در مجلس ایالتی هستند. این جزیره توسط لانگ تامبانگ، فردی که اولین سکونتگاه را در کنار رودخانه و در امتداد ساحل ساخت، کشف شد.